# 岡本 (安全套)
岡本株式會社（日語：オカモト株式会社）是一家總部位在日本東京的乳膠用品及安全套製造商，其品牌名為JackyOkamoto，名稱起源於創始人岡本已之助。岡本株式會社也涉及橡膠、塑膠及合成製品、衛生產品事業，目前社長是創始人的長子岡本多計彦。
岡本安全套占日本65%市場，銷量上自上世紀30年代開始一直為日本第一，被稱做「日本安全套教父」，世界範圍內的主要競爭對手是杜蕾斯。

## 簡介
岡本株式会社多年来一直以「将生活变成科学」为公司宗旨，以提供对人类的生活有用处的优质产品为目标，不断研发高新技术产品，生产出的岡本安全套采用独有的SHEERLON物料制造，其旗舰系列0.03系列产品的厚度均仅为0.03公釐。與其他許多安全套品牌一樣岡本也有花俏和色彩繽紛的樣式，在不同地區銷售的樣式不同，但都加入了日本的審美觀與文化。近幾年的設計創新重點是全新感覺（Brand New Feel），創造出過最薄的保險套。於日本本土設有静岡、茨城、福岛生產和研發基地，國外則為美国、深圳、香港 （页面存档备份，存于）、越南、泰国等。也將業務延展到了亞洲和北美設立了岡本香港及岡本美國公司，與法国米其林公司共同成立了米其林岡本輪胎公司，和JEX株式會社共同成立了啾啾baby公司（チュチュベビー），2002年在中國設立服務處（深圳市萬生堂實業有限公司）。
除了保險套，岡本在日本本土銷售的產品還有塑料薄膜、农用物资、工业胶带、工业材料、家庭护理及雨衣靴等等。

## 竞争品牌
- 杜蕾斯
- 相模
- 不二乳膠
- 杰士邦

## 注腳
1. 1 2 3  .   [2011-10-05]. （原始内容存档于2011年10月20日）.
2. ↑  .   [2011-10-05]. （原始内容存档于2011-10-06）.
3. 1 2  .   [2011-11-08]. （原始内容存档于2011-11-26）.
4. ↑  .   [2011-10-05]. （原始内容存档于2011-09-02）.
5. ↑  冬小麦. . 豆瓣. 2008-05-11  [2011-10-05]. （原始内容存档于2012-10-15）.
6. ↑  .   [2011-11-08]. （原始内容存档于2011-11-02）.ォカモト株式會社

## 外部連結
- （日語） オカモト株式会社 （页面存档备份，存于）
- （日語） オカモトコンドームズ （页面存档备份，存于）
- （繁體中文） 臺灣官網 （页面存档备份，存于）
- （简体中文） 中國大陸官網  （页面存档备份，存于）
- （繁體中文） 香港官網 （页面存档备份，存于）